# مگومی هایاشی‌بارا
مگومی هایاشی‌بارا (انگلیسی: Megumi Hayashibara؛ زاده ۳۰ مارس ۱۹۶۷) یک خواننده، صداپیشه، مجری رادیو اهل ژاپن است. وی از سال ۱۹۸۶ میلادی تاکنون مشغول فعالیت بوده‌است.
از فیلم‌ها یا برنامه‌های تلویزیونی که وی در آن نقش داشته است می‌توان به رانما ۱/۲، لاو هینا، نئون جنسیس اونگلیون، پاپریکا، کابوی بیباپ، کارآگاه کونان، پوکمون، مارداک اسکرمبل، اونگلیون: مرگ و تولد دوباره اشاره کرد.